# Michel Foucault
Paul-Michel Foucault, conegut mundialment com Michel Foucault (Poitiers, 15 d'octubre de 1926 - París, 26 de juny de 1984), va ser un filòsof francès. És uns dels filòsofs més influents de la segona meitat del segle xx, principalment conegut per les seves crítiques a les institucions socials, principalment la psiquiatria, la medicina i el sistema penitenciari, i per les seves idees i desenvolupaments sobre la història de la sexualitat, les seves teories generals sobre el poder i les complexes relacions entre poder i coneixement.
Michel Foucault podia llegir i entendre diverses llengües, incloent-hi el francès (la seva llengua materna), l’anglès, l’alemany, el grec antic i el llatí. Aquest coneixement li permetia accedir a textos filosòfics i literaris en els seus idiomes originals, fonamentals per al seu treball acadèmic i les seves investigacions.

## Biografia
Foucault va nàixer en una família burgesa acomodada. El seu pare era cirurgià i ensenyava a l'escola de medicina local i la seva mare s'encarregava de les finances familiars. Va fer estudis de filosofia i psicologia a l'École Normale Supérieure. Després d'acabar-los, va ensenyar filosofia en llocs tan diversos com Lilla, Uppsala, Varsòvia, Hamburg, Sao Paulo i Tunis, entre d'altres.
Es va doctorar en Filosofia a la universitat de la Sorbona, i va ser inicialment professor associat al Centre Universitari Experimental de Vincennes. El 1970 va guanyar la plaça de catedràtic del prestigiós Collège de France. A la seva càtedra li va donar el títol d'Història dels sistemes de pensament.
Des del maig del 68 havia començat a participar en diferents grups marginals i alternatius de lluita política i social, sense adscriure's mai als grans partits ni als grans sindicats.
El 1971 va ser l'any en què van esclatar revoltes a diverses presons de França. La guerra d'Algèria i la llei antiavalots del 1970 -amb l'empresonament d'activistes, sobretot maoistes- van portar molts intel·lectuals a interessar-se per aquesta "caixa fosca" de la societat, com recorda Philippe Artières. El 8 de febrer de 1971 Michel Foucault va anunciar la creació del GIP (Grup d'Information sur les Prisons)  amb Jean-Marie Domenach i Pierre Vidal-Naquet. Hi seran també actius Daniel Defert, Gilles Deleuze, Michelle Perrot i Danielle Rancière. La seva lluita s'englobava en els moviments de reforma penitenciària de l'època. El 1975, va ser expulsat de l'Estat espanyol quan acudí, junt amb altres intel·lectuals, a protestar per la condemna a mort de cinc militants d'ETA i del FRAP (darrers condemnats amb la pena de mort del franquisme).
El 1978, va ser un dels signataris de les peticions franceses contra l'edat de consentiment, en defensa de la legalització de les relacions sexuals consentides entre adults i menors. El 1979, va col·laborar en la creació de la primera revista francesa de difusió pública de temàtica homosexual Le Gai Pied, de la qual va proposar el títol. Donà suport a la Revolució islàmica de l'Iran. El 1984, va morir de sida.

## Obra
Michel Foucault ha estat catalogat dins l'estructuralisme, etiqueta rebutjada per ell mateix, i darrerament dins de la postmodernitat. La seva aportació, però, és prou significativa i original com per no haver-la de classificar.
Molt influenciat per Friedrich Nietzsche i Martin Heidegger, segons ell mateix reconeixia, i també per Kant i pel seu contemporani i amic Gilles Deleuze, el seu pensament es troba centrat sobretot al voltant de dos temes: 
a) repensar la història per tal de comprendre el present (fer una "ontologia del present", segons les seves paraules);
b) deixar al descobert les classificacions que sobre el saber, i, sobretot, allò que s'ha anomenat "ésser humà" s'han fet, especialment, des del segle xvii fins ara. Amb aquesta finalitat, Foucault va reflexionar problematitzant sobre conceptes com el discurs, el poder, el coneixement i la subjectivitat.
Foucault entén el discurs com una forma institucionalitzada de construir coneixement i subjectivitat en els individus. Mitjançant els significats produïts per aquest discurs, el poder indueix a la població com pensar i com entendre la seva realitat, a l'hora de fixar límits sobre quines posicions i missatges són o no acceptables dins la societat.
Foucault parla de múltiples poders socials, definint el seu paper com a accions sobre altres accions amb la finalitat d'interferir-les, no únicament per la força, sinó també mitjançant el discurs i el coneixement que aquest aporta. Detecta una relació recíproca entre poder i coneixement, en tant que l'exercici del poder genera un coneixement, que permetrà a la vegada consolidar aquest poder. Es crea una intersubjectivitat amb una particular manera de veure el món, i es troba normalitzat per un estil de vida associat a aquesta realitat. Foucault ho exemplificava amb les aules escolars i universitàries, on es proposa un camí a seguir acceptat socialment, fent que les noves generacions s'adaptin al discurs distribuït pel poder, de manera que l'acceptaran i, conseqüentment, es veurà enfortit. Al respecte, es podrien distingir tres etapes o moments en l’evolució del pensament de Foucault i de la seva producció intel·lectual:

### Primera etapa
La primera seria l'arqueològica (1960-1970), període del qual són Història de la follia en l'època clàssica, L'arqueologia del saber i Les paraules i les coses. Allò que és característic d'aquesta època és un qüestionament i repensament del saber relatiu al que és humà. Foucault arriba a afirmar que l'ésser humà és un invent recent. Aquesta etapa podria haver estat influïda pel seu amic historiador de la filosofia, François Châtelet.

### Segona etapa
La segona etapa seria la genealògica (1970-1980). D'aquesta època són Surveiller et punir: naissance de la prison (1975) i el primer volum de la Història de la sexualitat (1976). Foucault, inspirant-se en Nietzsche, utilitza un nou mètode de fer història, que es caracteritza per intentar eliminar tota metafísica de la història. Una premissa fonamental és no intentar reconèixer en el passat el nostre present, imaginant una mena de continuïtat històrica (un exemple, no foucaultià, però fàcilment comprensible seria: no identificar els regnes ibèrics del segle xv amb Espanya, o no considerar Ramon Llull un filòsof espanyol). La genealogia aspira, més aviat, a evidenciar la dispersió dels elements històrics, la seua diversitat i heterogeneïtat sovint irreconciliables. A diferència de la història tradicional, la genealogia no construeix identitats, sinó que evidencia la ficció d'aquestes. La genealogia, a la manera de Nietzsche i Heràclit, concep el passat com canviant i en permanent lluita. La tasca de la genealogia és evidenciar els bàndols en lluita, però no com a parts amb certa continuïtat a la manera hegeliana (amo i esclau) o marxista (burgès i proletari) que caminen cap a una reconciliació o síntesi, sinó com a faccions que poden mutar, desaparèixer o canviar-se els papers. L'esdevenir pot ser entès, aleshores, com una mena de carnestoltes. A aquesta prolífica època de Focault pertanyen les seues investigacions sobre la persona intersexual Herculine Barbin (Herculine Barbin anomenat Alexina B., 1978), sobre el criminal Pierre Rivière (Jo, Pierre Rivière, havent estrangulat a ma mare, la meua germana i el meu germà..., 1977), així com sobre Jeremy Bentham i el seu panòptic, concepció sistèmica per a la vigilància i el control de grans masses en la que es basen les societats desenvolupades, de la qual Foucault va ser el primer a cridar-ne l'atenció.

### Tercera etapa
La tercera i darrera etapa (1980-1984) seria la de la cura de si o les tecnologies del jo, a la qual pertanyen els dos darrers volums de la Història de la sexualitat (1984). En aquesta etapa Foucault, després de dos moments caracteritzats per pensar les categories, les tecnologies i les narracions amb les quals s'ha subjectat el "jo", recupera el concepte de cura de si, de Sòcrates, revers del frontispici dèlfic "coneix-te a tu mateix" i, seguint la pregunta kantiana es planteja les tècniques de subjectivació que al llarg de la història han conformat el "jo", amb l'objectiu de prendre'n consciència amb finalitats emancipadores.

## Crítiques
La filosofia de Foucault ha estat durament criticada per una sèrie de motius, entre els quals s'addueixen: el caràcter irracionalista, antihumanista, especulatiu, ultrarelativista i subjectivista; l'acientifisme egocèntric i la manca de rigor intel·lectual; la renúncia a encarar la realitat tot substituint-la per jocs lingüístics; la profunda ignorància —demostrada— de ciències de les que pretenia pouar dades, i fins i tot pontificar, com la història i la lingüística; la negativitat radical, que no dona eixides a la llibertat humana i tendeix a provocar impotència davant el poder; l'amoralisme extrem; la foscor pretensiosa, que per a alguns intenta camuflar la buidor, confusió o pobresa de pensament...
Per a bastants pensadors marxistes, o simplement demoprogressistes, el pensament de Foucault s'integra objectivament en la línia de l'extrema dreta irracionalista, independentment de la voluntat de Foucault. No debades beu en els clàssics de l'antiil·lustració i en pensadors considerats actualment ultrareaccionaris i antihumanistes com Nietzsche i Heidegger. Aqueixos crítics marxistes o demoprogressistes consideren que Foucault no té res a aportar a l'emancipació humana, sinó tot el contrari, i que la seua obra contribuí decisivament a minar una suposada hegemonia intel·lectual de l'esquerra.
En el debat televisat als Països Baixos de Foucault amb Noam Chomsky, centrat en la naturalesa humana, el novembre de 1971, hi destaca la crítica de Chomsky al pensament de Foucault sobre la justícia versus el poder. Chomsky creu en la idea d'una justícia millor (se'l considera un idealista). Tot i que sap que aquesta justícia millor pot tenir defectes, i segur que en té, creu que igualment si es compara aquest sistema millor, amb el sistema que ja existeix (i sense confondre'ns amb la idea que el sistema millor és un sistema ideal) es veuria una millora de les llibertats i dignitats de les persones. A més, considera que la violència contra un govern és legítima quan el govern oprimeix i reprimeix les persones gràcies a les relacions de poder ja existents.
Foucault defensa la idea que les persones naixem amb una mena de termes absoluts, on resideixen qualitats humanes fonamentals, que estructuren una noció real de justícia, i defensa la idea d'aquest sistema de justícia ideal. És a dir, que els humans tenim un rerefons intel·lectual que ens permet desenvolupar el concepte d'una societat justa.
És per totes aquestes idees, que fa una crítica al pensament de Foucault. Qui per altra banda considera que qualsevol intent de crear una societat nova acabarà esdevenint en relacions de poder i en la creació d'una nova violència política. I és per això que defensa la idea que el que s'ha de fer és analitzar aquestes relacions de poder, i un cop analitzades, reconstruir-les. És més, considera que la idea de justícia que les persones persegueixen, està més lligada a la idea d'aconseguir el poder, és a dir, diu que és perquè volen el poder, que consideren que una cosa és justa. Tot ho mou el poder i, per tant, està en desacord amb la idea de Chomsky sobre la naturalesa humana interior de les persones, ja que considera que les persones no naixem amb aquesta naturalesa humana, sinó que l'aprenem dins la civilització i la cultura de cada classe social. I es mostra oposat a la idea que a través d'aquesta naturalesa humana es pugui canviar la societat i la seva cultura.
Per acabar, considera que l'Estat a vegades actua criminalment i que les seves lleis a vegades són il·legítimes, però que precisament per això no s'ha d'abandonar el principi de justícia, sinó que la mateixa resistència a aquestes lleis injustes requereixen necessàriament algun principi de justícia, encara que aquest sigui diferent del de l'Estat.
En conclusió, Chomsky critica Foucault per la seva idea que qualsevol intent de crear una societat nova acabarà esdevenint en relacions de poder i en la creació d'una nova violència política, ja que ell defensa l'existència d'aquesta naturalesa humana, que per si sola ens fa ser justos i bons. [6]

## Foucaultvs.Uber
L'any 2015 un grup de conductors dels Estats Units va denunciar Uber en un tribunal federal perquè la seva relació amb les esmentades empreses fos reconeguda com a laboral segons les lleis de l'estat de Califòrnia.
El seu cas presentava la debilitat que els conductors havien signat un acord on ells es reconeixien com a proveïdors i, per tant, no subjectes a les lleis laborals. De fet, l'acord signat bloquejava el camí perquè els conductors es convertissin en assalariats. Però sota la llei laboral, si podien provar que la companyia tenia sobre ells un poder omnipresent en l'activitat laboral, podien ser qualificats d'assalariats.
En el judici, Uber adduí que era una mera companyia tecnològica que únicament facilitava les transaccions entre els conductors i els passatgers, i no era pas un servei de taxi. Els conductors que havien signat els contractes eren companyies propietàries del seu propi destí. Edward Chen, el jutge encarregat del cas, admetia que si bé Uber no tenia el mateix poder sobre els conductors que les companyies tradicionals, es preguntava si la companyia exercia el seu poder mitjançant uns atributs nous que obria la possibilitat que els conductors tinguessin raó en la seva reclamació de ser reconeguts com a assalariats i no simples proveïdors.
En un passatge que ja s'ha fet famós, Edward Chen comparava la situació d'Uber amb la del guardià al centre del panòptic, que Foucault havia analitzat en la seva obra Vigilar i castigar: naixement de la presó. El panòptic és un sistema teòric de visibilitat dissenyat pel filòsof utilitarista i teòric social Jeremy Bentham. Inicialment, es va idear com un sistema de vigilància per a presons més racionalistes. El disseny comprèn una estructura circular amb una "casa d'inspecció" situada al seu centre, des de la qual els encarregats de la institució penal són capaços de controlar els reclusos, que se situen al voltant del perímetre del seu punt d'observació. El propòsit era permetre que un únic guarda en el centre de l'edifici vigilés un gran nombre d'interns no perquè fos capaç de fer-ho sobre tots a la vegada, sinó perquè el disseny de la presó impedia que els presos sabessin si eren observats en un moment concret.
Foucault analitzà la naturalesa del poder en un panòptic i el jutge Edward Chen la trobà anàloga al poder exercit per Uber. Va arribar a citar una línia de Foucault sobre “l'estat de visibilitat conscient i permanent que assegura el funcionament automàtic del poder”. El jutge suggeria que les diverses maneres amb què Uber monitorava, rastrejava, controlava i avaluava els serveis dels seus conductors, arribant a prescindir dels seus serveis per una falta; tot això constituïa l'"administració del poder" encara que els seus atributs habituals (la propietat dels vehicles, control sobre el temps del conductor) no hi fossin.